# Battaglia di Wilson's Creek
La battaglia di Wilson Creek, nota anche come battaglia di Oak Hills, fu la prima battaglia importante della guerra di secessione combattuta a ovest del fiume Mississippi. Si combatté il 10 agosto 1861, presso Springfield, nello stato del Missouri, fra le forze dell'Unione e la Guardia dello Stato del Missouri.

## Svolgimento
Il generale Nathaniel Lyon occupò con le sue truppe la città di Springfield, nel sud-ovest del Missouri, dopo aver respinto le milizie, più numerose ma mal equipaggiate, di Sterling Price. Queste ultime vennero quindi raggiunte dalle truppe comandate dal generale Benjamin McCulloch raggiungendo una superiorità numerica di più di due contro uno rispetto all'armata federale. Lyon, rifiutando di battere in ritirata ed abbandonare così il terreno conquistato, prese la decisione audace di passare all'offensiva e divise la sua armata mettendo 1 200 uomini al comando di Franz Sigel per accerchiare i Confederati, che avevano il loro accampamento presso Wilson Creek (a 16 km a sud di Springfield).
La manovra ebbe successo e gli unionisti lanciarono un attacco a tenaglia la mattina del 10 agosto ma, malgrado l'effetto sorpresa, i Confederati riuscirono a difendersi ed a ristabilire le posizioni. L'attacco delle truppe di Sigel, dapprima vittoriose, venne bloccato da un reggimento di Confederati: gli unionisti (che li avevano confusi con truppe amiche) li lasciarono avvicinare, e le loro salve ebbero il loro effetto prima che gli Yankees si rendessero conto del loro errore. A quel punto la colonna di Sigel venne contro attaccata dai Confederati e sconfitta, mentre il resto delle truppe fu in grado di concentrarsi per reagire all'attacco frontale portato da Lyon. Il generale dell'Unione venne ucciso nel cuore della battaglia, alla fine della quale le sue truppe demoralizzate si ritirarono a Springfield, tuttavia, senza essere inseguite dai sudisti disorganizzati.
Con perdite quasi uguali su entrambi i fronti, la battaglia non fu una grande vittoria tattica, ma le sue implicazioni strategiche furono significative. Gli unionisti dovettero ritirarsi fino a Rolla, 160 km a nord di Springfield, mentre Price, che aveva radunato nuove reclute grazie a questa vittoria, passò all'offensiva e assediò la città di Lexington, dove il presidio di 3 500 uomini si arrese il 20 settembre dopo tre giorni di resistenza. Successivamente, a seguito dell'arrivo di rinforzi nordisti, le forze di Price si ritirarono nel sud-ovest del Missouri.